# Hippotion beddoesii
Hippotion beddoesii är en fjärilsart som beskrevs av Clark 1922. Hippotion beddoesii ingår i släktet Hippotion och familjen svärmare. Inga underarter finns listade i Catalogue of Life.